# 丹麥政治
丹麥在1849年就建立了君主立憲的政治體制，亦是歐洲較少有由君主專政過渡君主立憲而不經歷任何流血事件的國家。在君主立憲體制下，君主的權力是象徵性的。丹麥議會為一院制，稱為Folketing（共179席）。179席中2席屬格陵蘭自治政府，2席屬法羅群島自治政府。議會的最大黨提名首相人選，首相以及內閣大臣們負責政府行政部門的工作。
議會一般每4年選舉一次，但是首相有權宣佈提前舉行大選。

## 國會及政黨
丹麥屬於多黨制和比例代表制國家，因此自1918年以來，就沒有任何單一政黨能在國會取得絕對多數。由於戰後只有四個政黨享有國會多數，因此政府法案大多需要執政黨與在野黨雙方的談判或妥協，故逐漸各政黨的意識形態日漸相近，目前如兩大政黨丹麥社會民主黨和丹麥自由黨領導的不論是中左翼和中右翼聯合政府，都會採取偏向中間派的路線。因此，丹麥議會往往比其他歐盟國家議會擁有更大的權力。憲法未授與司法機構對立法的違憲審查權，但法院則主張擁有該權，並獲得政府其他部門的允許。由於丹麥沒有憲法法院和行政法院，因此最高法院也處理與憲法相關的案件。
透明度和問責制反映在公眾對於政治機構的高滿意度，而丹麥也常被國際機構認為是世界上腐敗程度最低的國家之一。
在許多議題上，各政黨傾向選擇合作，而丹麥的福利形式獲得了議會廣泛的支持。這確保政府將焦點放在公共部門的效率，以及移轉權力給地方政府。

## 皇室

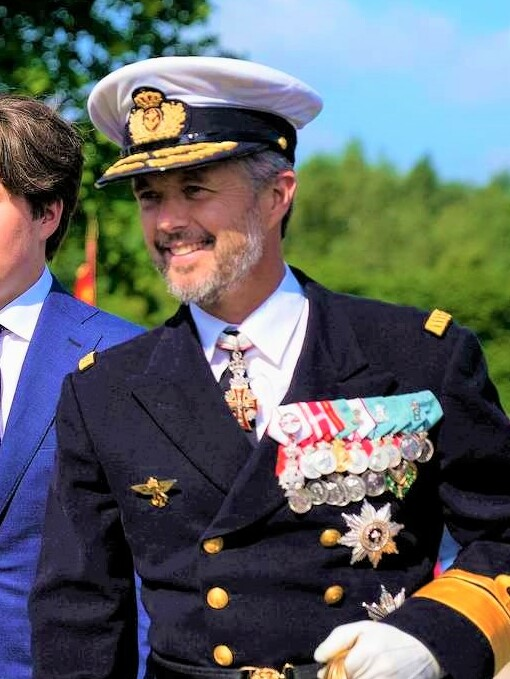
丹麥國王佛瑞德里克十世

丹麥國王佛瑞德里克十世出生於1968年5月26日，在2024年1月14日成為丹麥國王。
根據《丹麥憲法》，丹麥君主作為國家元首，是行政權和立法權理論上的來源。但自從1901年開始採用議會主權（Parliamentary sovereignty）起，三權分立便開始實際運作。
丹麦现行宪法系1849年制定，法学家对它进行解释，以便适应今天的情况。理论上，君主仍有权拒绝给予法案御准（Royal assent）。在丹麦，议会通过的法案要成为法律，必须由君主签署，一位内阁大臣副署。君主还拥有挑選、免職首相的權力，但在現代，君主实际上并无选择权。随意免职首相将造成憲政危機。國王克里斯蒂安十世是最後一位出自本身意願行使免職權的君王，他在1920年3月28日執行這項權力，引發1920年復活節危機。
皇室所有的權力稱為皇室特權（Royal Prerogative），例如內閣大臣任命權、宣戰权、媾和权等，现今系在君主同意下，由首相和內閣行使。新政府成立前，君主会召见各党派领袖，听取他们的意见。在此基础上，君主将委托获得最多党派推举的党派领袖进行组阁谈判。
根据君主立宪制的原则，今日國王實質上是扮演禮儀性角色，议会民主制的慣例與三权分立的原则輿論限制了國王去執行權力。但國王仍持續行使三種權力：咨询权、建议权、告誡权。据此，首相與內閣皆會固定出席國王主持的國家委員會。